# Стефан Бобровський
Стефан Бобровський (пол. Stefan Bobrowski; 17 січня 1840 — 12 квітня 1863) — польський революціонер, один з керівників Польського повстання 1863 року.

## Біографія
Народився в сім'ї Юзефа Бобровського і Теофілії Біберштейн-Пілховой. Мав шестеро братів і сестер. Одна з яких Евеліна Бобровська (у шлюбі Корженевська) була матір'ю в майбутньому відомого письменника Джозефа Конрада, який також був племінником Стефану. З 1852 навчався в гімназії в Немирові, а з 1854 — в Петербурзі. Вступив на філософський факультет Санкт-Петербурзького університету, але провчився лише два роки.
Нав'язав контакти з польськими змовниками. В 1860 році переїхав в Київ, де працював в таємній організації, що готувала повстання Тройницького союзу, і організував нелегальну друкарню. В 1862 році увійшов до складу Центрального національного комітету, як його представник вів переговори з російськими революціонерами з «Землі і волі» в Москві. Був одним з організаторів Провінційного комітету на Русі. Розробляв друк і прапор Національного уряду прийнятий після початку заколоту.

### Діяльність під час повстання
1 січня 1863 року прибув в Варшаву. 3 січня беручи участь в таємній нараді ЦНК, Бобровський був в числі тих, хто проголосував за початок збройного заколоту, в той же самий час будучи одним з небагатьох, хто розумів, що без серйозної підтримки селянства, і допомоги європейських країн — воно приречене на провал. Виступив проти призначення Людвіка Мерославского диктатором, проте не зміг запобігти цьому. З початком повстання, Стефан Бобровський став його фактичним керівником (до прибуття Мерославского) увійшовши в якості голови в перший склад Національного уряду (діяв до 17 лютого 1863).
Після недовгого диктаторства і втечі Людвіка Мерославского, Бобровський виступив за повне скасування цієї посади. Однак 11 березня 1863 року, побоюючись конфлікту з «білими» і розколу в керівництві повстанням, був змушений на офіційному рівні визнати диктатуру їхнього ставленика — Маріана Лангевіча (до 19 березня 1863). Проте після втечі і арешту останнього австрійцями, 20 березня 1863 року, Бобровський увійшов в якості голови в другий склад Національного уряду, в якому одним з перших своїх указів оголосив, що більше диктатори повстання вибиратися або призначатися не будуть.

### Смерть
Незабаром після 20 березня, Стефан Бобровський, виїхавши в Краків, вступив там в прямий конфлікт з колишнім офіцером прусської армії і представником «білих» графом Адамом Грабовським. Останній дізнався про лист Бобровського генералу Юзефу Висоцькому, в якому голова Національного уряду просив генерала вплинути на білих, і крім усього іншого невтішно відгукнувся про Грабовського, який на думку Бобровського присвоїв собі частину коштів виділених на покупку вогнепальної зброї для повстанців за кордоном. Ображений Грабовський викликав Стефана на дуель, яка відбулася 12 квітня 1863 року в Лащинському лісі біля міста Равич. Стефан Бобровський, що з дитинства страждав серйозним ступенем короткозорості, не мав майже жодних шансів перемогти і загинув на місці від вогнепального поранення в груди.
Стефан Бобровський був похований в селі Лощин (нині Великопольське воєводство, Польща).